# Nippononychus japonica
Nippononychus japonica is een hooiwagen uit de familie Paranonychidae.